# 2221 Chilton
2221 Chilton è un asteroide della fascia principale. Scoperto nel 1976, presenta un'orbita caratterizzata da un semiasse maggiore pari a 2,5911968 UA e da un'eccentricità di 0,1387752, inclinata di 13,78682° rispetto all'eclittica.